# Joo Min-jin
Joo Min-jin (in hangŭl: 주민진; Seul, 1º agosto 1983) è un'ex pattinatrice di short track sudcoreana.

## Palmarès

### Olimpiadi
- 1 medaglia:
  - 1 oro (Salt Lake City 2002 nella staffetta 3000 metri)

### Mondiali
- 4 medaglie:
  - 1 oro (Montréal 2002 nella staffetta 3000 metri)
  - 1 argento (Sheffield 2000 nella staffetta 3000 metri)
  - 2 bronzi (Sheffield 2000 nei 1000 metri; Sheffield 2000 nei 1500 metri)

### Mondiali a squadre
- 3 medaglie:
  - 1 oro (Milwaukee 2002)
  - 2 argenti (L'Aia 2000; Minamimaki 2001)

### Giochi asiatici
- 1 medaglia:
  - 1 oro (Aomori 2003 nella staffetta 3000 metri)

### Mondiali juniores
- 2 medaglie:
  - 2 ori (Montréal 1999; St. Louis 1998)